# Adventure Gamers
Adventure Gamers ist eine englischsprachige Website, die sich thematisch mit dem Computerspielgenre Adventure befasst. Sie umfasst Neuigkeiten, eine Computerspiele-Datenbank, ein Internetforum, Komplettlösungen und ein Preisvergleichsportal.

## Preisverleihung
Seit 2008 verleiht Adventure Gamers jährlich die Aggie Awards für die besten Adventure-Spiele, wobei sowohl eine Jury aus Mitarbeitern als auch die Leser durch Abstimmung eine Auszeichnung vergeben.

## Rezeption
PC Games bezeichnete Adventure Gamers als renommierte Genre-Webseite. GameRankings und Metacritic nahmen Adventure Gamers in ihren Kanon an ausgewerteten Publikationen auf.

### Unterstützer
Adventure Gamers hält enge Verbindungen zu den Computerspiel-Entwicklern wie Steve Ince (Revolution), Carolyn Goodwin (Nancy Drew Serie), Tony Warriner (Revolution) und Martin Ganteföhr (House of Tales) mit denen über die Branche gesprochen wird. In jährlichen Video-Weihnachtsgrüßen wandten sich u. a. Tim Schafer, Matt Clark, Al Lowe, Agustín Cordes oder Jane Jensen aber auch deutsche Vertreter wie Deck 13, Tinnitus Games oder Marco Rosenberg von King Art an die Mitglieder der Seite.
Bei der Berichterstattung über die Gamescom Messe kooperierte Adventure Gamers mit der deutschen Website Adventure Corner.